# Глуховский станкостроительный завод
Глуховский станкостроительный завод (укр. Глухівський верстатобудівний завод) — промышленное предприятие в городе Глухов Сумской области.

## История

### 1961—1991
Предприятие было создано на базе ремонтных мастерских Глуховской РТС согласно постановлению ЦК КПУ и Совета министров УССР в соответствии с шестым пятилетним планом развития народного хозяйства СССР и введено в эксплуатацию 7 октября 1961 года под наименованием Глуховский завод агрегатных узлов. Первыми работниками предприятия стали рабочие реммастерских.
В дальнейшем предприятие было расширено (к концу 8-й пятилетки (1966—1970) на заводе имелось свыше 300 станков различного назначения) и преобразовано в Глуховский станкостроительный завод.
Только за первые 25 лет работы предприятие изготовило 116 737 силовых головок, 14 957 поворотных столов, 16 754 силовых столов, 5610 приводов, а также товары народного потребления на общую сумму 6832 тыс. рублей.
В советское время завод являлся одним из ведущих предприятий города, на балансе предприятия находились объекты социальной инфраструктуры (в том числе, заводская библиотека на 6 тыс. книг и несколько спортивных секций).
В 1975 году на заводе был создан молодёжный вокально-инструментальный ансамбль «Молодость» (в 1976 году ставший лауреатом на фестивале «Юность комсомольская» в Сумах, в дальнейшем ВИА участвовал в культурной программе Олимпиады-80, выступал в Прибалтике, Москве, Киеве, а в 1984 году получил звание народного самодеятельного ансамбля).

### После 1991
После провозглашения независимости Украины государственное предприятие было преобразовано в открытое акционерное общество.
В мае 1995 года Кабинет министров Украины утвердил решение о приватизации завода в течение 1995 года, в дальнейшем завод получил новое наименование — ЧП Глуховский станкостроительный завод «Ремсервис».
В 2006 году завод входил в число крупнейших действующих предприятий города, он изготавливал токарные, фрезерные, шлифовальные и иные станки, а также детали и запасные части к ним.
Начавшийся в 2008 году экономический кризис осложнил деятельность предприятия. В апреле 2008 года завод был преобразован в общество с ограниченной ответственностью, владельцем предприятия стала компания «Салвер».